# Newbern (Alabama)
Pour les articles homonymes, voir Newbern.
Newbern est une municipalité américaine située dans le comté de Hale en Alabama.

## Géographie
Newbern se trouve dans le centre-ouest de l'Alabama, au sein de la Black Belt.
Selon le Bureau du recensement des États-Unis, la municipalité s'étend en 2010 sur une superficie de 1,16 milles carrés (3 km2).

## Histoire

La caserne des pompiers de Newbern.

Le premier bureau de poste de la localité est ouvert en 1832. La ville est fondée quelques années plus tard par les frères Borden, originaires de Caroline du Nord. Ils la nomment en l'honneur de New Bern, dans ce même État. La ville devient une municipalité en 1854.
Depuis 1993, le programme d'architecture Rural Studio (en) de l'université d'Auburn est implanté dans la ville, dans le but d'aider à construire de meilleurs logements pour les personnes défavorisées. Le Rural Studio a également construit plusieurs bâtiments pour la municipalité : la caserne des pompiers, l'hôtel de ville et la bibliothèque,. Les bâtiments du programme attirent un certain nombre de touristes dans la région, amoureux d'architecture.

## Démographie
Lors du recensement de 2010, Newbern compte 186 habitants, aux deux tiers afro-américains.
| 1880 | 1900 | 1910 | 1920 | 1930 | 1940 |
| ---- | ---- | ---- | ---- | ---- | ---- |
| 454  | 564  | 515  | 438  | 389  | 388  |

| 1950 | 1960 | 1970 | 1980 | 1990 | 2000 |
| ---- | ---- | ---- | ---- | ---- | ---- |
| 367  | 316  | 286  | 307  | 222  | 231  |

| 2010 | - | - | - | - | - |
| ---- | - | - | - | - | - |
| 186  | - | - | - | - | - |

## Personnalités
- Martha Young (1862–1941), écrivaine connue pour ses récits de contes populaires du Sud, est née à Newbern.